# بيتر ماسترسون
بيتر ماسترسون (بالإنجليزية: Peter Masterson)‏ (و. 1934 – 2018 م) هو كاتب سيناريو، ومنتج أفلام، ومخرج أفلام، ومخرج مسرحي، وممثل أفلام أمريكي، ولد في هيوستن، توفي عن عمر يناهز 84 عاماً، بسبب سقوط.

## التعليم
تعلم في جامعة رايس.

## وصلات خارجية
- بيتر ماسترسون على موقع IMDb (الإنجليزية)
- بيتر ماسترسون على موقع روتن توميتوز (الإنجليزية)
- بيتر ماسترسون على موقع ألو سيني (الفرنسية)
- بيتر ماسترسون على موقع ميوزك برينز (الإنجليزية)
- بيتر ماسترسون على موقع أول موفي (الإنجليزية)
- بيتر ماسترسون على موقع قاعدة بيانات برودواي على الإنترنت (الإنجليزية)
- بيتر ماسترسون على موقع قاعدة بيانات الأفلام السويدية (السويدية)
- بيتر ماسترسون على موقع قاعدة بيانات الفيلم (الإنجليزية)
- بيتر ماسترسون على موقع كينوبويسك (الروسية)